# Estadio Ciudad de Lepe
El estadio Ciudad de Lepe es el estadio de fútbol del CD San Roque de Lepe. Fue inaugurado oficialmente el 25 de marzo de 2011 y sustituyó al antiguo campo municipal de deportes, más próximo al centro de la ciudad, que fue utilizado por este club desde 1957.

## Curiosidades
- La inauguración del estadio contó con la presencia de la Copa del Mundo, conseguida por la Selección Española de Futbol en el Mundial de Sudáfrica 2010 y cedida para la ocasión por la RFEF.[1]
- El nombre del estadio fue elegido por los vecinos de Lepe en una votación convocada por el ayuntamiento de la ciudad.[2]